# Catedral de Wetzlar

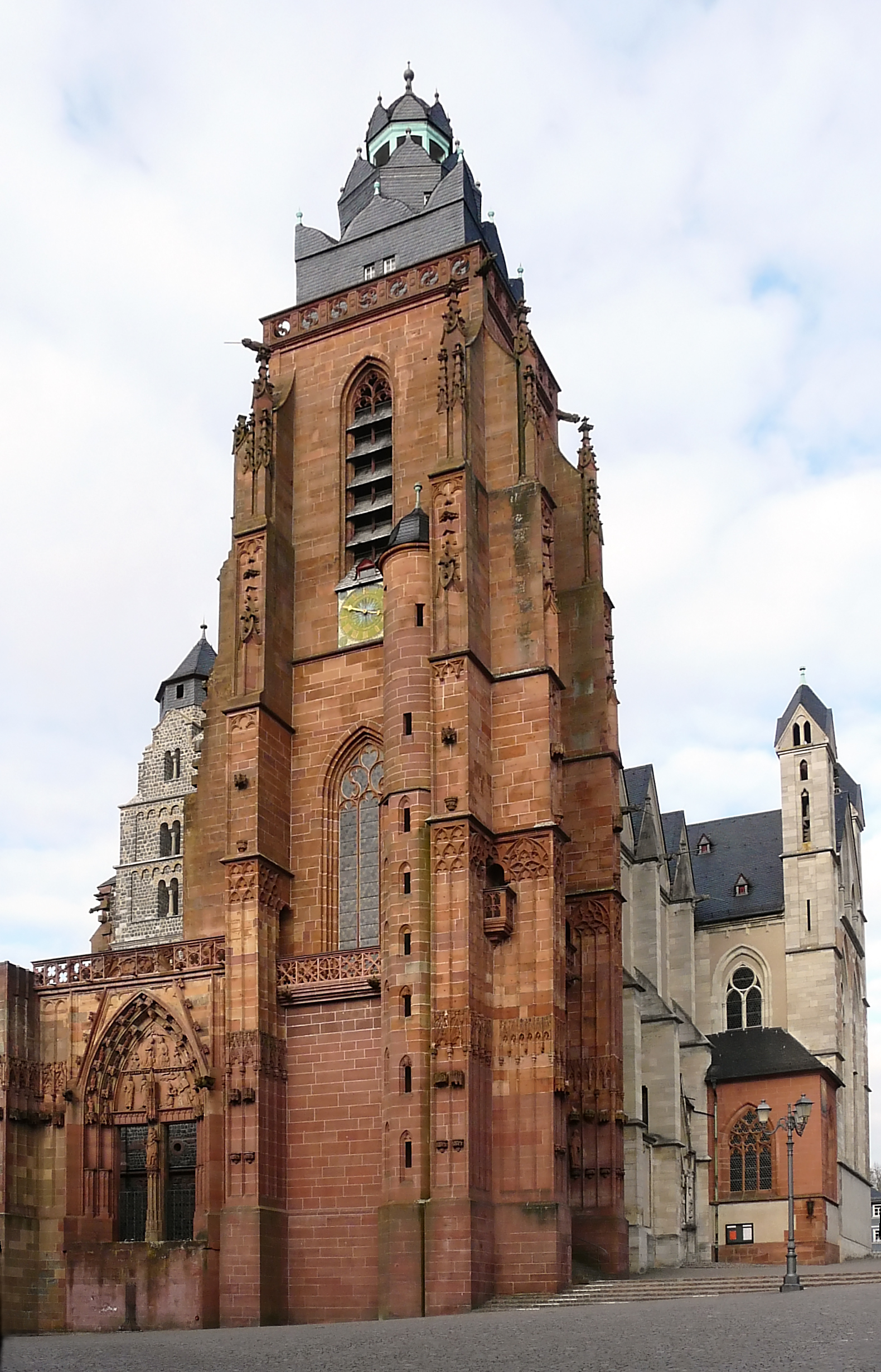

A Catedral de Wetzlar (Wetzlarer Dom, em alemão) é a Cathedral localizada em Wetzlar, Alemanha, ela é um exemplo resistente da arquitetura eclesiástica romanesco. 